# Allele wielokrotne
Allele wielokrotne – allele występujące w więcej niż dwóch postaciach. W danym organizmie diploidalnym mogą występować tylko dwa allele, natomiast w puli genowej populacji może być ich wiele. Szeregiem alleli wielokrotnych są więc geny warunkujące tę samą cechę, zajmujące ten sam locus w chromosomie. Przykładem alleli wielokrotnych są geny warunkujące grupę krwi (IA, IB, i0).